# ميغومي اينو
ميغومي اينو (باليابانية: 井上恵؛ بالكانا: いのうえ めぐみ) هي لاعبة رماية يابانية، ولدت في 27 أبريل 1973 في ساغاميهارا في اليابان.

## وصلات خارجية
- ميغومي اينو على موقع الاتحاد الدولي (الإنجليزية)
- ميغومي اينو على موقع أوليمبيديا (الإنجليزية)